# 克特西亚斯
克特西亚斯（Κτήσιας，Ctesias），按罗氏希腊拉丁文译音表应译“克忒西阿斯”。前5世纪尼多斯人，亚达薛西二世御医，历史学家。

## 生平
克特西亚斯出生于小亞細亞尼多斯行医世家（Asclepiadae），是波斯阿契美尼德王朝亚达薛西二世王室的御医。西西里的狄奧多羅斯与策策斯记载克特西亚斯在担任御医十七年后，于前398年退休回到家乡。因此他应于前415年开始服侍波斯王。据西西里的狄奧多羅斯所述（ii.32），克特西亚斯在被亚达薛西二世俘虏后因其医术而被召成为御医。色诺芬记载克特西亚斯在库纳克萨之战时随从亚达薛西。

## 著作
克特西亚斯最主要的著作是他的《波斯史》与《印度史》，现仅存佛提烏的提要与其他人引用的片断。他的其他著作仅存标题： 《论山》、《论水》（见于普鲁塔克引用）、 《亞細亞行记》（见于拜占庭的斯特凡诺斯）、 《论亞細亞的朝贡》（可能附录于《波斯史》）。

### 《波斯史》
《波斯史》  （Persica）是克特西亚斯他整理旅居波斯时的笔记而写成的。他写作的目的在于增进希腊人对波斯的了解，以更正希罗多德给希腊人留下的关于波斯的印象。据西西里的狄奧多羅斯记载（ii.32.4），克特西亚斯不仅根据他自己的亲身经历，还借助波斯“王室的羊皮卷（basilikai diphterai），按照惯例（nomos）是波斯人用来记载历史的”。除此以外，没有其他证据能作证历史上波斯历史档案的存在。
《波斯史》共23卷，写作语言接近伊奥尼亚方言。前六卷记载自亚述至波斯帝国的历史，第七至十三卷记薛西斯一世时波斯帝国史，余十卷记载直至克特西亚斯离开尼多斯之前。克特西亚斯喜用掌故轶事，其记述也常见奇闻异事，因此受到普鲁塔克在《亚达薛西传》中指摘（i.4）。

### 《印度史》
克特西亚斯在《印度史》  （Indica）中记载印度北部风物。根据佛提烏的提要，此书处理的各个主题并无一定的次序。克特西亚斯认为印度是个伟大的国家，他在书中记录了各种他所听到的传闻，如：cynocephalus（“犬首”）、manticore（狮身人面蝎尾）、skiapodes（一足人）等。